# 小物忌神社

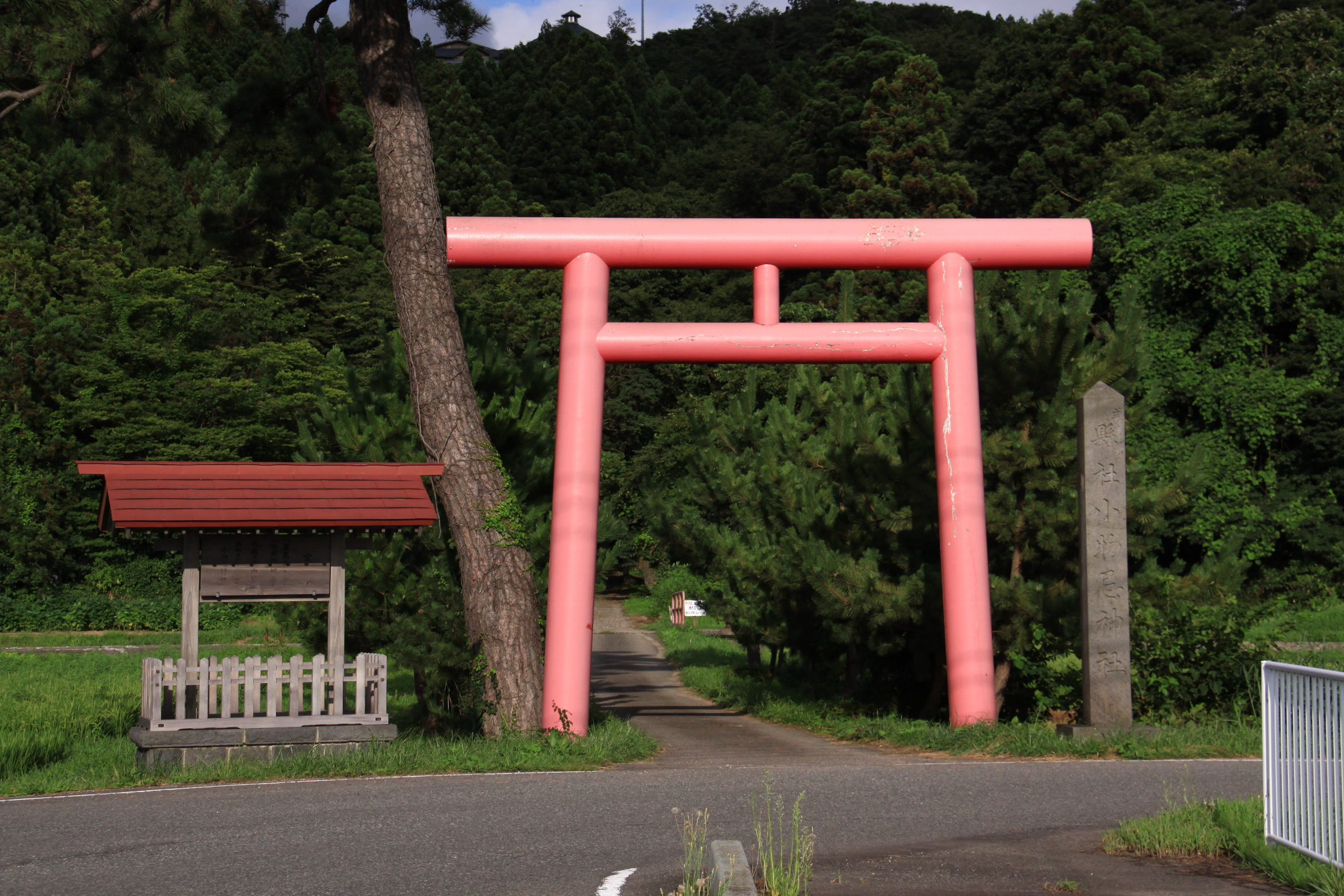
一の鳥居
国道345号の交差点付近にある一の鳥居。

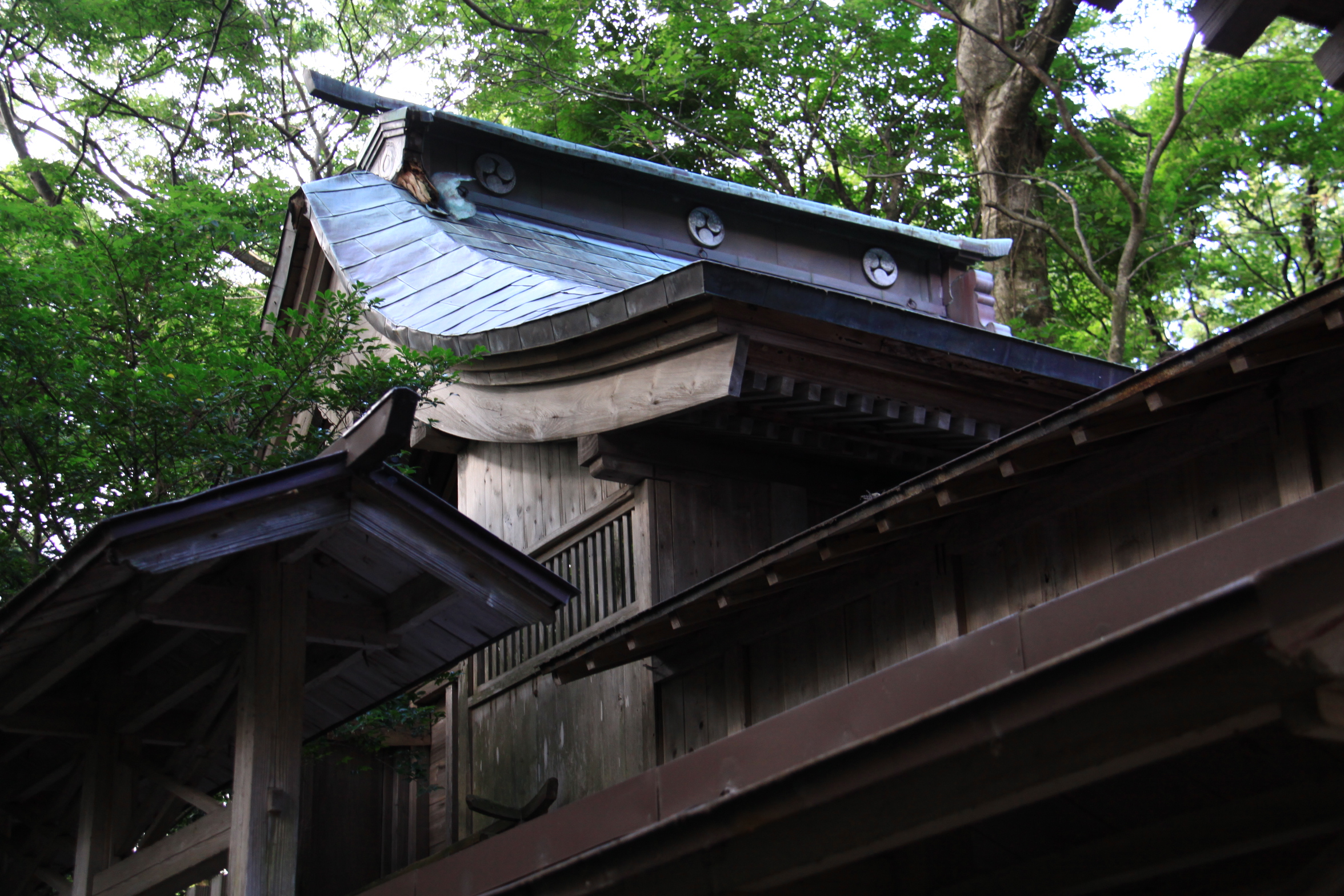
本殿

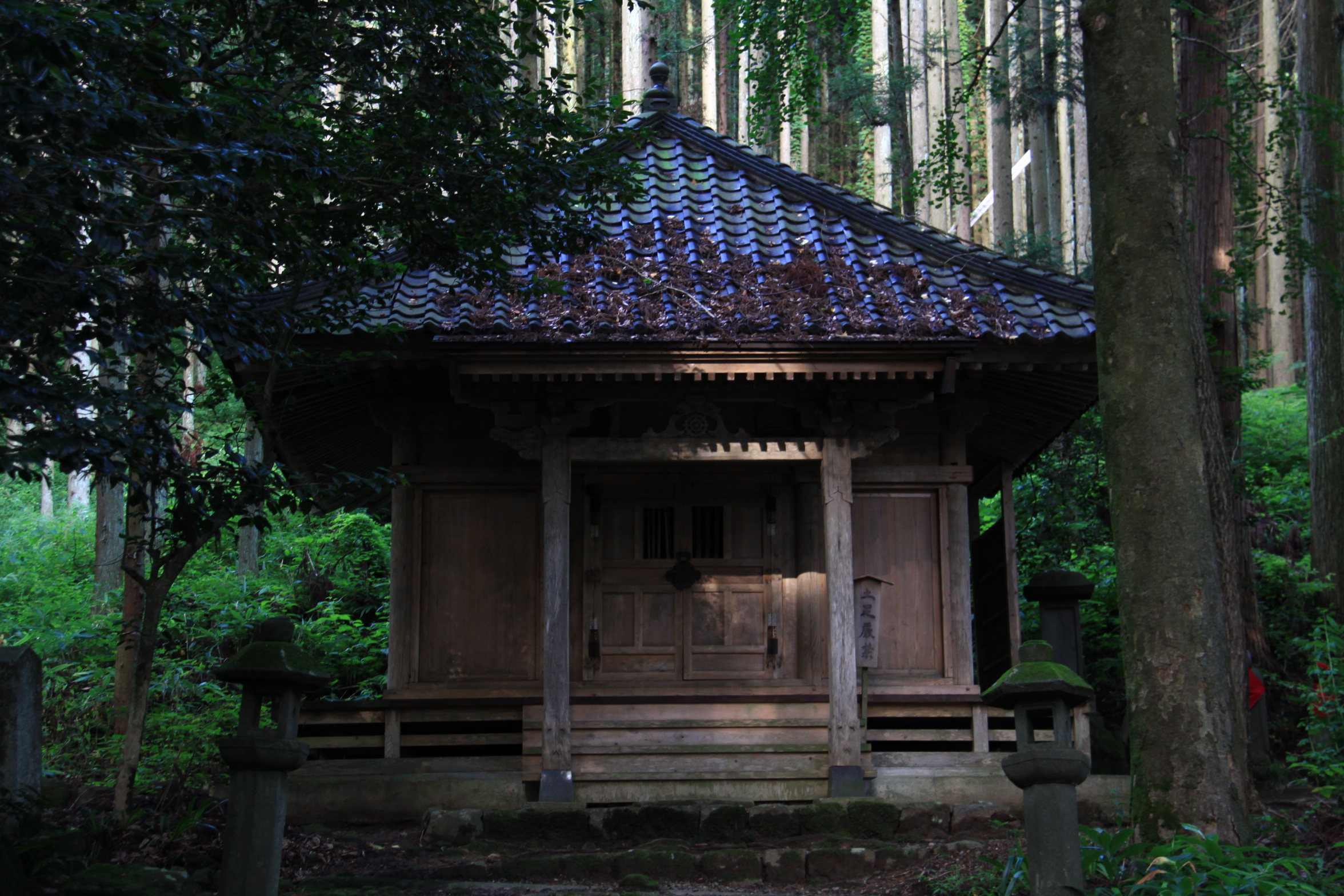
夢草堂

小物忌神社（おものいみじんじゃ）は、山形県酒田市にある神社である。出羽国三宮で、旧社格は県社。酒田市内には同名の神社が2カ所にある。

## 祭神
- 級長津比古命
- 級長津比賣命
- 豊受比賣命

## 由緒
創建年代は不詳。社伝では景行天皇時代に武内宿禰が官籍に載せたとされている。大正2年（1913年）に刊行された『飽海郡誌　巻之六』によれば、もとは「三之宮大座明神」と称し、古来より鳥海山大物忌神社の第3王子とであるとされ、鳥海山大物忌神社が「春物忌」を行った後に当社においても3日間の「物忌」を行うのが慣わしになっていたと言う。
延長5年（927年）の『延喜式神名帳』に小社として記載されているほか、元慶2年（878年）に従五位下勲七等の神階に昇叙され、翌々年の同4年（880年）に更に従五位上に昇叙された「袁物忌神」に相当すると見られている。
『山形縣神社誌』では、寛治5年（1091年）源義家が東征の際、賊軍の勢いが強く戦が不利になった為、家臣の首藤主馬を大物忌神社と小物忌神社に使わして戦勝を祈願させた。やがて敵陣を陥落させた後、大刀と鏑矢を奉納した、との社伝を紹介している。
16世紀前期には、この地方の領主武藤氏一門の砂越（さごし）城主に社領を没収され、天正年間には兵火により社殿が焼失し荒廃していた。『風土略記』には、兵火に罹って社殿神体が焼失し、残った台座を新殿に安置したので「大座明神」と呼ばれた、との言い伝えが記載されている。しかしながら『風土略記』では、この説の真偽は不明であり、社名の由来としては不敬な称呼ではないか、吹浦の古い縁起にも大座とあるので、兵火による焼失後の呼称では無いだろうと考察している。
江戸時代に入り元文元年（1736年）庄内藩主酒井氏により復興された。『出羽風土略記』によれば、社家も無く、三之宮村の村役人が守護してきたが、山楯村の長久寺が別当となって宝暦9年（1759年）経堂を建て、1宇の仏壇を構えて念仏修行の場としたと言う。さらに観音とのみ称して社号を捨てたため、公儀の諸国神社調査からも洩れてしまったとされる。『日本の神々 -神社と聖地-　12　東北・北海道』においても、再建はされたが長久寺の力が強く、念仏道場として観音と呼ばれていた、と述べている。
『飽海郡誌　巻之六』によれば、明治9年（1876年）に新たに3神を祭り、初めて小物忌神社と公称した。同年2月24日村社に列格、同年11月11日郷社に列せられると同時に大物忌神社の摂社に指定された。しかしながら、明治32年（1899年）3月26日に社殿が焼失。すぐに再建に着手し、明治34年（1901年）11月24日に竣功、遷宮式を行った。明治35年（1902年）3月25日県社に列せられた、としている。

### 年表
- 景行天皇時代 - 武内宿禰により官籍に記録
- 元慶2年（878年）8月 - 従五位下勲七等に昇叙
秋田夷乱（元慶の乱）において朝廷軍が敗退したのを受け占ったところ、古来より征戦に霊験を有する大物忌神、月山神、小物忌神の3神が、神気賊に帰して祈祷が届かなくなってしまったと出た。そこで3社の爵級を増せば霊応あるべしとして、小物忌神は勳九等を勳七等に進められた。
- 元慶4年（880年） - 従五位上に昇叙
- 寛治5年（1091年） - 源義家戦勝祈願と伝えられる
- 明治9年（1876年）2月24日 - 村社
- 同年11月11日 - 郷社、大物忌神社摂社
- 明治35年（1902年）3月25日 - 県社

## 交通
- JR羽越本線砂越駅から自動車で約10分